# Belmont (Village, Wisconsin)
Belmont ist eine Gemeinde (mit dem Status „Village“) im Lafayette County im US-amerikanischen Bundesstaat Wisconsin. Das U.S. Census Bureau ermittelte bei der Volkszählung 2020 eine Einwohnerzahl von 989.

## Geografie
Belmont liegt im Südwesten Wisconsins, rund 40 km östlich des Mississippi, der die Grenze zu Iowa bildet. Die Grenze zu Illinois verläuft 30 km südlich von Belmont. Die geografischen Koordinaten von Belmont sind 42°44′10″ nördlicher Breite und 90°20′03″ westlicher Länge. Das Stadtgebiet erstreckt sich über eine Fläche von 2,28 km².
Nachbarorte sind Mineral Point (20,9 km nordöstlich), Calamine (15,4 km östlich), Darlington (23,8 km ostsüdöstlich), Shullsburg (27,1 km südsüdöstlich), Benton (22,8 km südlich), Cuba City (19,8 km südsüdwestlich), Platteville (12,2 km westlich) und Rewey (16 km nordnordwestlich).
Die nächstgelegenen größeren Städte sind La Crosse (178 km nordnordwestlich), Wisconsins Hauptstadt Madison (103 km ostnordöstlich), Rockford in Illinois (143 km ostsüdöstlich), die Quad Cities in Iowa und Illinois (161 km südlich) sowie Dubuque in Iowa (47,2 km westsüdwestlich).

## Verkehr
Der U.S. Highway 151 verläuft durch den Nordosten von Belmont. Der Wisconsin State Highways 126 verläuft in Nord-Süd-Richtung als Hauptstraße durch das Zentrum von Belmont. Alle weiteren Straßen sind untergeordnete Landstraßen, teils unbefestigte Fahrwege sowie innerörtliche Verbindungsstraßen.
Die nächsten Flughäfen sind der Dubuque Regional Airport (60 km westsüdwestlich) und der Dane County Regional Airport in Madison (121 km ostnordöstlich).

## Bevölkerung
Nach der Volkszählung im Jahr 2010 lebten in Belmont 986 Menschen in 439 Haushalten. Die Bevölkerungsdichte betrug 432,5 Einwohner pro Quadratkilometer. In den 439 Haushalten lebten statistisch je 2,25 Personen.
Ethnisch betrachtet setzte sich die Bevölkerung zusammen aus 98,8 Prozent Weißen, 0,2 Prozent Afroamerikanern, 0,2 Prozent Asiaten sowie 0,1 Prozent aus anderen ethnischen Gruppen; 0,7 Prozent stammten von zwei oder mehr Ethnien ab. Unabhängig von der ethnischen Zugehörigkeit waren 0,7 Prozent der Bevölkerung spanischer oder lateinamerikanischer Abstammung.
23,3 Prozent der Bevölkerung waren unter 18 Jahre alt, 58,7 Prozent waren zwischen 18 und 64 und 18,0 Prozent waren 65 Jahre oder älter. 52,8 Prozent der Bevölkerung war weiblich.
Das mittlere jährliche Einkommen eines Haushalts lag bei 44.688 USD. Das Pro-Kopf-Einkommen betrug 21.401 USD. 9,9 Prozent der Einwohner lebten unterhalb der Armutsgrenze.